# Eurileont (general espartà)
Eurileont (en grec antic: Εὐρυλέων, llatí: Euryleon) fou un militar espartà de la primera guerra messènica (segle viii aC). És conegut gràcies a les referències de Pausànies, qui afirma que el seu llinatge descendia de Cadme i, en conseqüència, era d'origen tebà.
Eurileont va ser un dels comandants de la batalla que es produí a Amfea. L'exèrcit espartà es dividí en tres flancs: el dret pel rei Teopomp, l'esquerre pel rei Polidor i el central per Eurileont, que s'enfrontà a Cleonis. La batalla acabà amb resultat indecís, i els messenis es refugiaren al Mont Itome.